# Введенське кладовище
Введенський цвинтар (рос. Введенское кладбище) — історичний цвинтар у московському районі Лефортово.

## Історія
Цвинтар заснований у 1771 року під час епідемії чуми. Назву отримав за Введенськими горами (Лефоротовський пагорб), місцевості на лівому березі річки Яузи. У 1771 році було закладено німецький цвинтар, який у тепершній час має назву Введенський.
Некрополь обнесений цегляною стіною у 19 сторіччі. Південно-західна брама збудована у 1870-ті роки за проєктом архітектора А. А. Мейнгарда. Спочатку на цвинтарі ховали лютеран та католиків, тому він мав назву Німецький або Іновірський.
У 1911 році на цвинтарі за проєктом архітектора В. А. Рудановського збудована каплиця, яка використовується представниками різних конфесій для відправлення погребальних треб.

## Відомі особи, які поховані на кладовищі
- Абакумов Дмитро Львович (1901—1962) — радянський воєначальник, генерал-майор
- Авербах Михайло Йосипович (1872—1944) — російський офтальмолог, академік АН СРСР
- Сесар Арконада (1898—1964) — письменник
- Васнецов Віктор Михайлович — художник
- Аполінарій Васнєцов — художник, археолог
- Гзовська Ольга Володимирівна — російська акторка театру та кіно
- Градополов Костянтин Васильович — російський боксер, педагог
- Жизнєва Ольга Андріївна — російська акторка театру та кіно
- Казанцев Олександр Петрович — радянський і російський письменник-фантаст
- Козаков Михайло Михайлович — актор
- Круг Карл Адольфович — член-кореспондент АН СРСР, заслужений діяч науки і техніки РРФСР
- Левік Вільгельм Веніамінович — російський поет-перекладач, літературознавець, художник
- Лосєв Олександр, співак
- Мінкнер Курт Володимирович, конструктор авіаційних двигунів
- Ронінсон Готліб Михайлович — радянський російський актор театру і кіно. Народний артист Росії (1989)
- Роом Абрам Матвійович — російський кінорежисер
- Сагал Данило Львович — радянський і російський актор театру та кіно
- Урусевський Сергій Павлович — видатний радянський кінооператор
- Джон Філд — композитор
- Яворський Фелікс Леонідович — російський актор кіно